# MOBO Awards 1996
Die MOBO Awards 1996 waren die erste Preisverleihung des britischen Musikpreises MOBO Award. Sie fand am 18. November 1996 bei einem Dinner in den Londoner Connaught Rooms statt. Anwesend war der spätere Premierminister Tony Blair, der als Führer der damaligen Opposition der Verleihung beiwohnte. Im Fernsehen ausgestrahlt wurde die Verleihung am 21. November 1996.

## Preisträger
- Best Album: Goldie – Timeless
- Best Single: Gabrielle – Give Me a Little More Time
- Best Newcomer: Peace by Piece
- Best Video: Tupac Shakur feat. Dr. Dre – California Love
- Best Hip Hop Act: Blak Twang
- Best R&B Act: Mark Morrison
- Best Reggae Act: Peter Hunningale
- Best Gospel Act: New Colours
- Best Jazz Act: Courtney Pine
- Best Dance Act: Baby D
- Best DJ: Trevor Nelson
- Best International Act: The Fugees
- Best International Single: The Fugees – Killing Me Softly
- Outstanding Contribution to Black Music: Jazzie B
- Lifetime Achievement Award: Lionel Richie